# Jimmy Delaney
James „Jimmy” Delaney (ur. 3 września 1914, zm. 26 września 1989) – szkocki piłkarz, który występował na pozycji napastnika.

## Kariera klubowa
Piłkarską karierę rozpoczynał w Celticu, z którym dwukrotnie zdobył mistrzostwo Szkocji i raz Puchar Szkocji. W barwach The Bhoys rozegrał łącznie 305 meczów i zdobył 160 bramek. W 1946 przeszedł do Manchesteru United za 4000 funtów, w którym zadebiutował 31 sierpnia 1948 w spotkaniu z Grimsby Town. W 1948 zdobył Puchar Anglii, po zwycięstwie na Wembley nad Blackpool. W 1950 odszedł do Aberdeen, w którym grał przez sezon. W 1954 wywalczył z Derry City Puchar Irlandii. W 2009 został uhonorowany członkostwem w Scottish Football Hall of Fame.

## Kariera reprezentacyjna
W kadrze narodowej zadebiutował 5 października 1935 w meczu przeciwko Walii w ramach British Home Championship. W sumie w kadrze narodowej wystąpił 15 razy i zdobył 6 bramek.

## Sukcesy
Celtic
- Mistrzostwo Szkocji (2): 1935/1936, 1937/1938
- Puchar Szkocji (1): 1936/1937

Manchester United F.C.
- Puchar Anglii (1): 1947/1948

Derry City
- Puchar Irlandii (1): 1953/1954